# Winnetou II: Ostatni renegaci
Winnetou II: Ostatni renegaci (niem. Winnetou 2. Teil, serb.-chorw. Winnetou II, franc. Le trésor des montagnes bleues, wł. Giorni di fuoco) – zachodnioniemiecko-jugosłowiańsko-francusko-włoski film przygodowy z 1964 roku, adaptacja powieści Karla Maya.

## Fabuła
Po śmierci ojca Winnetou zostaje wodzem Apaczów. Postanawia godnie pełnić swoją nową funkcję. Pewnego dnia ratuje córkę Leśnego Niedźwiedzia. Młodzi zakochują się w sobie. Tymczasem bandyci napadają na zaprzyjaźnione plemię Ponków. Winnetou i jego przyjaciel Old Shatterhand ruszają na pomoc. 

## Główne role
- Pierre Brice – Winnetou
- Thomas Eckelmann – Winnetou (głos)
- Lex Barker – Old Shatterhand
- Gert Günther Hoffmann – Old Shatterhand (głos)
- Anthony Steel – Bud Forrester
- Rainer Brandt - Bud Forrester (głos)
- Karin Dor – Ribanna
- Klaus Kinski – David „Luke“ Lucas
- Renato Baldini – pułkownik J.F. Merril
- Siegfried Schürenberg – pułkownik J.F. Merril (głos)
- Terence Hill – porucznik Robert Merril
- Claus Jurichs – porucznik Robert Merril (głos)
- Eddi Arent – Lord Castlepool
- Marie-Noëlle Barre – Susan Merril
- Ursula Heyer – Susan Merril (głos)
- Ilija Ivezić – Red
- Velemir Chytil – Carter
- Gerd Duwner – Carter (głos)
- Stole Arandjelovic – Caesar
- Đorđe Nenadović – kapitan Bruce
- Hans Wocke – kapitan Bruce (głos)
- Mirko Boman – Gunstick Uncle
- Gerd Martienzen – Gunstick Uncle (głos)
- Bogdan Buljan – Tah-Sha-Tunga (głos)
- Helmuth Grube – Tah-Sha-Tunga
- Gojko Mitić – Biały Ptak
- Hans Walter Clasen – Biały Ptak (głos)
- Antun Nalis – Leutnant Wagner
- Jozo Kovačević – wódz Ponków
- Heinz Lausch – wódz Ponków (głos)
- Šimun Jagarinec – Ponka z wioski
- Rikard Brzeska – Jesse
- Miro Buhin – Bob
- Valent Borović – Ronny
- Ivo Kristof – zwiadowca Forrestera
- Curt Ackermann – narrator (głos)

## Wersja polska
Wersja polska: Studio Opracowań Filmów w Warszawie

Reżyseria: Jerzy Twardowski

Dialogi polskie:
- Krystyna Albrecht,
- Elżbieta Łopatniukowa

Dźwięk: Mariusz Kuczyński

Montaż: Henryka Meltner

Kierownictwo produkcji: Tadeusz Simiński

Wystąpili:
- Henryk Czyż – Winnetou
- Mariusz Dmochowski – Old Shatterhand
- Cezary Julski – Bud Forrester
- Ewa Krzyżewska – Ribanna
- Leon Pietraszkiewicz – pułkownik J.F. Merril
- Andrzej Gawroński – porucznik Robert Merril
- Saturnin Żurawski – Lord Castlepol
- Mieczysław Gajda – Gunstick Uncle
- Tadeusz Bartosik – Tah-Sha-Tunga
- Franciszek Gołąb
- Tadeusz Jastrzębowski
- Roman Kosierkiewicz

i inni